# Подкатунь
Подкатунь — посёлок в Таштагольском районе Кемеровской области. Входит в состав Мундыбашского городского поселения.

## История
Во времена Российской Империи (до 1917 года) — деревня в составе Кузедеевской волости Кузнецкого уезда Томской губернии. Официально называлась Подкатунский улус. Относилась к приходу Церкви во имя Святого Пророка Предтечи и Крестителя Господня Иоанна в селе Аило-Кузедеевское.
Во времена СССР — населённый пункт Мундыбашского поссовета Таштагольского района.

## География
Посёлок Подкатунь расположен в северо-западной части Таштагольского района, недалеко от границы Новокузнецкого района, на берегу реки Кондома у подножия горы Подкатунь.
Центральная часть населённого пункта расположена на высоте 257 метров над уровнем моря.
В посёлке 3 улицы — Лог КМК, Подутёсная и Центральная.
Недалеко расположены Подкатунские утёсы.

## Население
По данным Всероссийской переписи населения 2010 года, в посёлке Подкатунь проживает 17 человек (9 мужчин, 8 женщин).

## Транспорт
Остановочный пункт Подкатунь на линии Новокузнецк-Восточный — Таштагол Западно-Сибирской железной дороги.